# يوجينيو بيرالتا
يوجينيو بيرالتا (بالإسبانية: Eugenio Peralta Cabrera)‏ هو مدرب كرة قدم ولاعب كرة قدم باراغواياني في مركز الهجوم، ولد في 16 ديسمبر 1978 في أسونسيون في باراغواي. لعب مع تيغري وديبورتيفو باستو وديبورتيفو بيريرا وديفينسوريس دي بيلغرانو وسيينسيانو.

## وصلات خارجية
- يوجينيو بيرالتا على موقع قاعدة بيانات كرة القدم.إي يو (الإنجليزية)
- يوجينيو بيرالتا على موقع Soccerway.com (الإنجليزية)
- يوجينيو بيرالتا على موقع عالم كرة القدم.نت (الإنجليزية)